# Заполье (Ленский район)
Заполье — деревня в Ленском районе Архангельской области. Входит в состав Сафроновского сельского поселения.

## География
Находится в юго-восточной части Архангельской области на расстоянии приблизительно 14 км на юго-запад по прямой от административного центра района села Яренск, прилегая к селу Ирта.

## История
Упоминалась еще в 1710 году как деревня с 7 дворами. В 1969 году отмечалась как деревня Иртовского сельсовета.

## Население
Численность населения: 334 человека (русские 89 %) в 2002 году, 260 в 2010.